# Жозефін Скрівер
Жозефін Скрівер (дан. Josephine Skriver; * 14 квітня 1993, Копенгаген) — данська топ-модель та ЛГБТ-активістка.

## Життєпис
Народилася 14 квітня 1993 році у Копенгагені. Мати — IT-аналітикиня, батько — біолог, за походженням нідерландець. Батьки познайомилися по оголошенню в журналі з метою зачаття дитини.
Ще дитиною Жозефін знялася в рекламі підгузків. В юному віці переїхала у Нью-Йорк, займалася в школі моделей, пізніше повернулася у Копенгаген, де почала кар'єру моделі. У лютому 2011 року дебютувала на міжнародному подіумі, взявши участь у тижні високої моди у Нью-Йорку, продефілювавши для Calvin Klein і Rag & Bone. Після успішного дебюту була запрошена у Мілан і Париж, де серед інших була запрошена на покази Gucci, Dolce & Gabbana, Balenciaga, Chanel, Yves Saint Laurent і Valentino.
У різний час брала участь у показах: Oscar de la Renta, Jason Wu, Tommy Hilfiger, Vera Wang, Ralph Lauren, Donna Karan New York, Alexander Wang, Emilio Pucci, Ports 1 961, DSquared2, Dolce & Gabbana, Etro, Trussardi , Alberta Ferretti, Just Cavalli, Roberto Cavalli, Guy Laroche, Barbara Bui, Valentino, Chanel, Lanvin, D & G, Moschino Cheap and Chic, Moschino, Etro, Fendi, Nina Ricci, Ulyana Sergeenko , Valentino, Thierry Mugler, Trussardi, Versace, Victoria Beckham та інших.
У 2013 році, 2014, 2015 та 2016 роках була запрошена на підсумкові покази компанії Victoria's Secret. У лютому 2016 року стала однією з «янголів» бренду Victoria's Secret.

### На обкладинках журналів
- Plaza Kvinna, березень 2011
- Cover Denmark, червень / липень 2011[13]
- Elle Данія, листопад 2011
- Elle Данія, лютий 2012
- Mixt (e), весна / літо 2012
- Eurowoman, червень 2012[14]
- Black Magazine Нова Зеландія, березень 2013
- Singles Південна Корея, серпень 2013
- Narcisse, осінь / зима 2013[15]
- Harper's Bazaar Латинська Америка, вересень 2013[16]
- Eurowoman, листопад 2013
- Elle Бразилія, січень 2014[17]